# Xã Campbell No. 2B, Quận Greene, Missouri
Xã Campbell No. 2B (tiếng Anh: Campbell No. 2B Township) là một xã thuộc quận Greene, tiểu bang Missouri, Hoa Kỳ. Năm 2010, dân số của xã này là 2.521 người.